# Parghelia
Parghelìa è un comune italiano di 1 274 abitanti della provincia di Vibo Valentia in Calabria. È una località turistica situata sulla costa degli Dei.

## Origini del nome
Parghelia, il cui nome significa riva di mare, rappresenta per la sua ideale posizione, una tappa obbligata per i turisti, assieme ai vicini centri di Tropea e Capo Vaticano. Paralj'a, dal greco spiaggia, litorale, è l'antico nome del borgo marino.

## Storia
Il paese è stato quasi interamente ricostruito negli anni venti in seguito al terremoto del 1905 che lo rase al suolo (solo la chiesa della Madonna di Portosalvo resistette al sisma).

### Simboli
Lo stemma comunale rappresenta, su fondo azzurro, due torri che si specchiano nel mare, accompagnate in capo da un sole d'oro. Il gonfalone è un drappo di bianco.

## Società

### Evoluzione demografica
Abitanti censiti

## Cultura

### Eventi

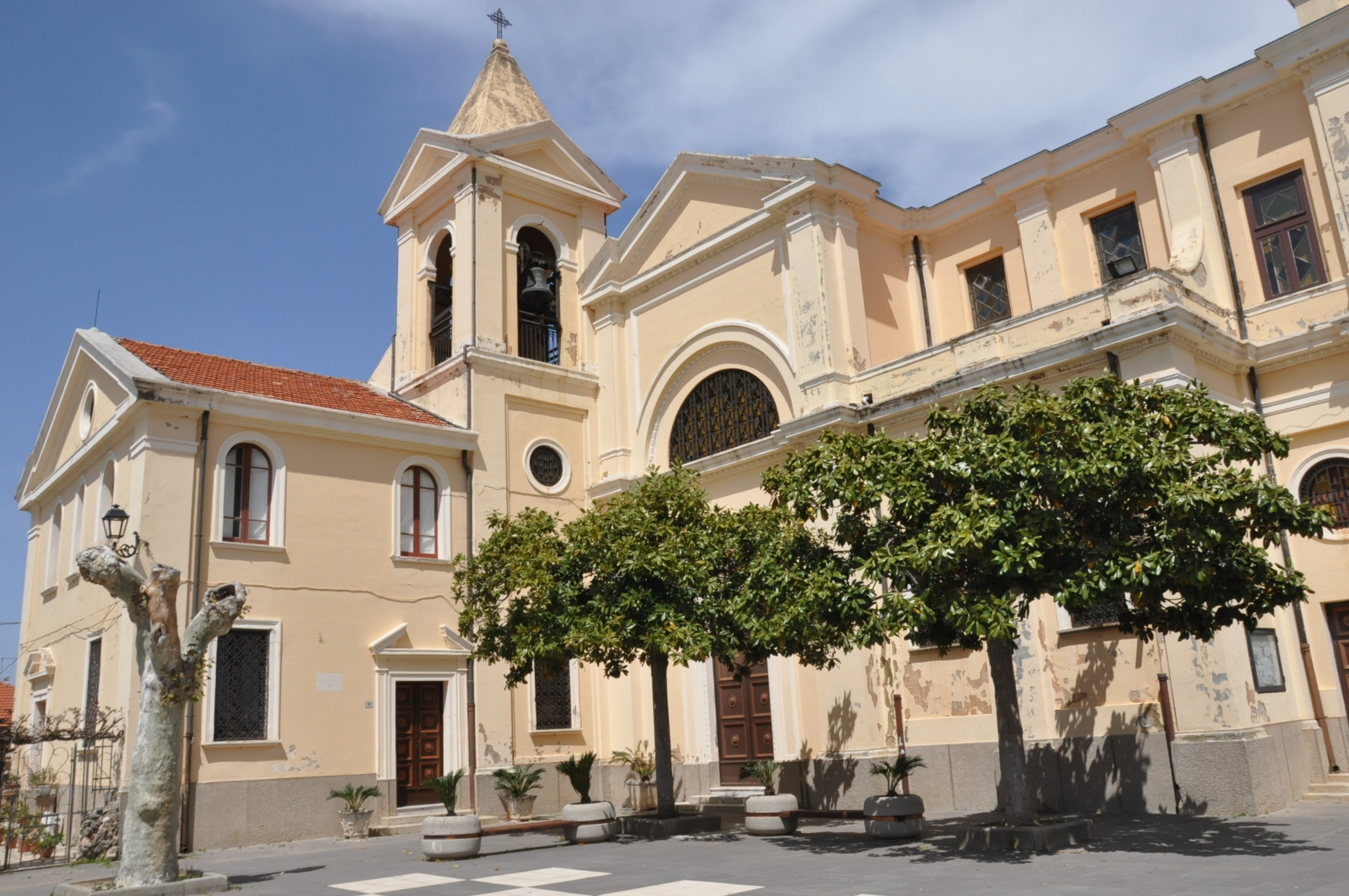
Sant'Andrea a Perghelia

Le festività del paese sono legate a ricorrenze religiose e sono:
- Festa della SS. Madonna di Portosalvo, seconda domenica di agosto;
- Festa di San Girolamo (Fitili), 30 settembre;
- Lancio delle castagne dal campanile della Chiesa di Sant'Andrea Apostolo, 29 novembre;
- Festa di Sant'Andrea Apostolo (patrono di Parghelia), 30 novembre.

## Infrastrutture e trasporti
Parghelia è attraversata dalla Strada statale 522 di Tropea e dalle strade provinciali 19 e 83.

## Amministrazione
| Periodo           | Periodo           | Primo cittadino                                      | Partito                                                            | Carica                    | Note  |
| ----------------- | ----------------- | ---------------------------------------------------- | ------------------------------------------------------------------ | ------------------------- | ----- |
| 21 novembre 1993  | 20 novembre 1994  | Luigi Maccarone                                      | Democrazia Cristiana                                               | sindaco                   |       |
| 20 novembre 1994  | 29 novembre 1998  | Girolamo Pungitore                                   | lista civica                                                       | sindaco                   |       |
| 29 novembre 1998  | 26 maggio 2003    | Girolamo Pungitore                                   | Partito Democratico della Sinistra Democratici di Sinistra         | sindaco                   |       |
| 26 maggio 2003    | 15 settembre 2007 | Vincenzo Calzona                                     | lista civica di centro-sinistra                                    | sindaco                   |       |
| 15 settembre 2007 | 29 novembre 2009  | Leopoldo Falco Antonio Giannelli Emilio Saverio Buda |                                                                    | commissario straordinario | [ 6 ] |
| 29 novembre 2009  | 12 febbraio 2013  | Maria Brosio                                         | Il Popolo della Libertà lista civica Parghelia unita per il futuro | sindaco                   |       |
| 12 febbraio 2013  | 27 maggio 2013    |                                                      |                                                                    | commissario straordinario |       |
| 27 maggio 2013    | 10 giugno 2018    | Maria Brosio                                         | lista civica Parghelia prima di tutto                              | sindaco                   |       |
| 10 giugno 2018    | in carica         | Antonio Landro                                       | lista civica Parghelia democratica                                 | sindaco                   |       |

### Scioglimento Consiglio comunale
Nel 2007 il Consiglio comunale di Parghelia è stato sciolto per infiltrazioni mafiose con decreto del presidente della Repubblica (d.lgs. 267/2000 art. 143), secondo le indagini la 'Ndrangheta ha inquinato la Pubblica amministrazione ed in particolare i settori appalti pubblici, autorizzazioni, concessioni grazie anche al collegamento diretto e indiretto di alcuni amministratori locali e di alcuni dipendenti comunali con soggetti mafiosi; La penetrazione 'ndranghetista nell'ente locale ha comportato un danno per il tessuto sociale-culturale-economico della cittadina costiera come dichiara la relazione del Ministero dell'interno: È emerso, in particolare, dalle indagini che tutte le più significative realtà produttive e commerciali appaiono dominate dal potere mafioso che annienta la libertà d'iniziativa economica privata, inquina la gestione della cosa pubblica, in una parola impedisce il reale sviluppo del territorio, le cui risorse naturali, soprattutto nel settore turistico, lungi dall'essere patrimonio della collettività, in realtà diventano strumento di arricchimento dei componenti del gruppo criminale. Il commissariamento dell'ente è durato due anni fino alle nuove elezioni amministrative del 2009.